# Don Victoriano Chiongbian
Don Victoriano, antes conocido como Don Mariano Marcos es un municipio filipino de cuarta categoría, situado al norte de la isla de Mindanao. Forma parte de la provincia de Misamis Occidental situada en la Región Administrativa de Mindanao del Norte en cebuano Amihanang Mindanaw, también denominada Región X. 
Para las elecciones está encuadrado en el Segundo Distrito Electoral.

## Barrios
El municipio de Don Victoriano se divide, a los efectos administrativos, en 11 barangayes o barrios, conforme a la siguiente relación:
| - Bagong Clarin - Gandaguán (Gandawan) - Lago Duminagat | - Lalud - Lampasán - Liborón | - Maramara - Napangán - Nueva Vista de Mansguán | - Petianán - Tuno |  |

## Historia

### Influencia española
La provincia de Misamis, creada en 1818, formaba parte de la Capitanía General de Filipinas (1520-1898). Estaba dividida en cuatro partidos.
El Partido de Misamis comprendía los fuertes de Misamis y de Iligán además de Luculán e Initao.

### Independencia
El  8 de febrero de  1982 fue creado el municipio de Don Mariano Marcos agrupando los siguientes barrios y sitios:  Bagong Clarin del municipio de Clarin; Tuno, Lalud y Lampasan de Tudela; Napangan de Sinacaban; Nueva Vista de Mansguán, Gandaguán y Liboron de  Jiménez; Maramara y Petianan de Bonifacio; de  Panaon los sitios situados en la otra ladera del Rancho de Monte Malindang y el barrio de San Juan; y Sinampongan de Alorán. El ayuntamiento se sitúa en el barrio de Tuno.
Su nombre se cambió en 1986 adoptando en su honor el de su primer alcalde.